# Saint-Sorlin-d’Arves
Saint-Sorlin-d’Arves – miejscowość i gmina we Francji, w regionie Owernia-Rodan-Alpy, w departamencie Sabaudia.
Według danych na rok 1990 gminę zamieszkiwało 291 osób, a gęstość zaludnienia wynosiła 7 osób/km² (wśród 2880 gmin regionu Rodan-Alpy Saint-Sorlin-d’Arves plasuje się na 1338. miejscu pod względem liczby ludności, natomiast pod względem powierzchni na miejscu 101.).